# Tunnel van Dalhem
De tunnel van Dalhem is een voormalige tramtunnel in Dalhem, in de Belgische provincie Luik, die vanaf 2020 gebruikt wordt door voetgangers, fietsers en ruiters. De tunnel heeft een lengte van 144 meter en gaat onder het hoogste deel van Dalhem door. Het was de langste enkelsporige tunnel voor een streeklijn in België. De noordoostelijke ingang kan enkel via een brug over de Berwijn bereikt worden.

## Geschiedenis

De tunnel nog in gebruik door de tramlijn.

De tunnel werd in 1904 met de hand uitgehouwen om de tramlijn 466 van Luik naar de steenkoolmijn van Blegny te verlengen tot 's-Gravenvoeren. De tunnel werd op 6 mei 1905 geopend en het volledige traject werd in 1908 in gebruik genomen, voor zowel personen- als goederenvervoer. Tijdens de Tweede Wereldoorlog kon de tunnel niet gebruikt worden, omdat de brug was opgeblazen. Wel werd de tunnel gebruikt als schuilkelder. Op 4 juni 1944 werden door het verzet in de tunnel wapens en munitie verstopt die door de geallieerden gedropt waren. Nadat vier spelende kinderen de wapens op 26 juni ontdekt hadden, werden de wapens die nacht nog verplaatst naar een mijngang in Trembleur. De volgende dag kwam de Wehrmacht kijken, maar vond niets in de tunnel. Na de oorlog werd enkel het goederenvervoer hervat en in oktober 1960 nam de mijn de exploitatie over van de NMBS. Vanaf de jaren 70 werd op het traject tussen Trembleur en Mortroux de toeristendienst Li Trimbleu in gebruik genomen. In maart 1980 sloot de mijn en eindigde het goederenvervoer.

### Tramongeluk

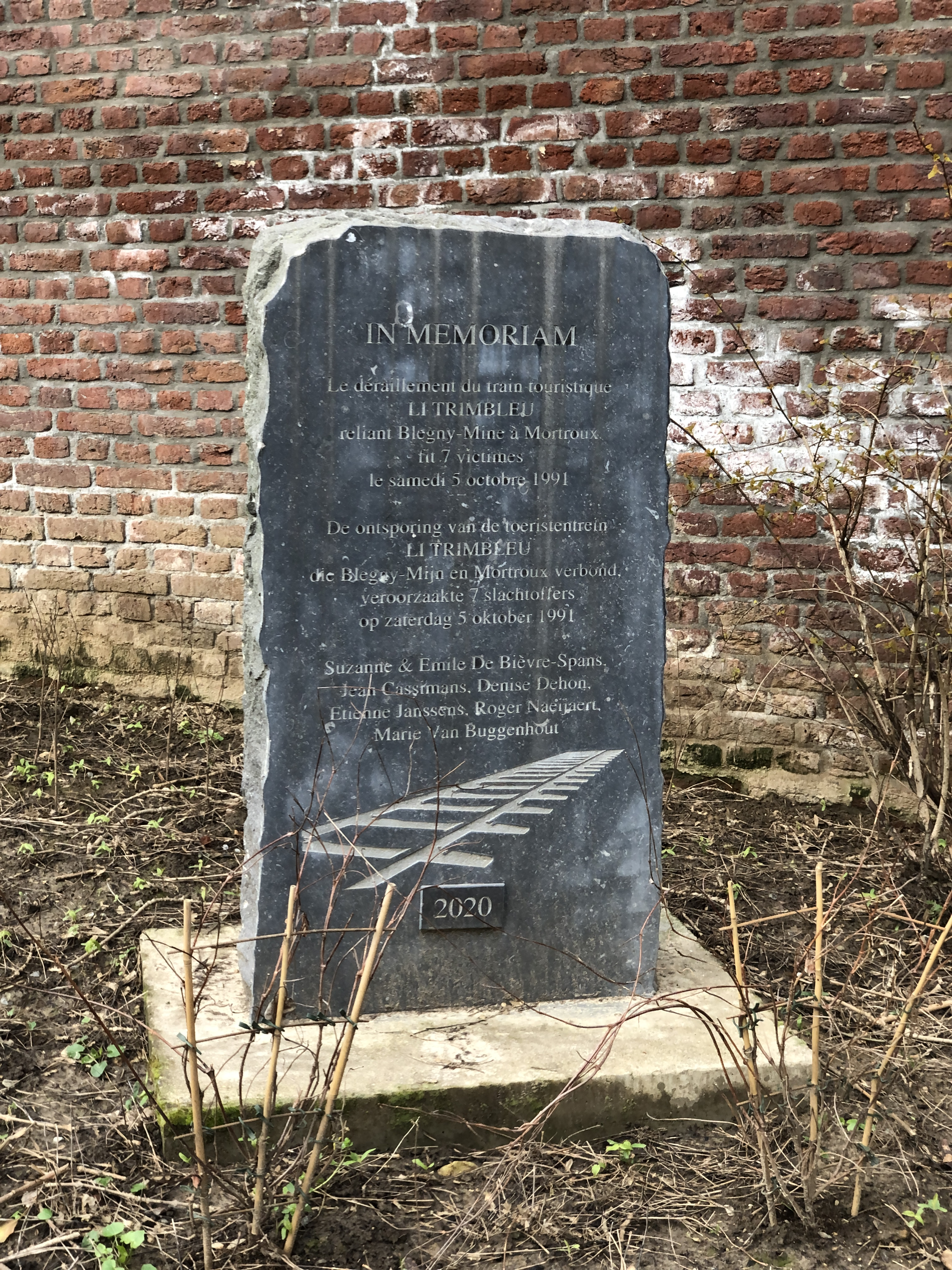
Gedenksteen voor het tramongeluk naast de zuidwestelijke ingang, onthuld in 2020.

Op 5 oktober 1991 vond er een ongeluk plaats met deze toeristenlijn, Li Trimbleu, bij de zuidwestelijke ingang van de tunnel. Er waren problemen met het remsysteem. Van de 117 passagiers kwamen 7 personen om het leven en raakten 11 personen gewond. Het was een extra drukke dag bij de spoorlijn vanwege de jaarlijkse Trein-Tram-Busdag. Het toeristische verkeer werd sinds die dag stilgelegd, de lijn werd later opgebroken en de tunnel raakte in verval. De tunnel werd wel nog gebruikt als afkorting door voetgangers, maar was inmiddels zo onveilig dat deze in 2008 werd afgesloten.

### RAVeL L466
Vanaf 2018 werden de tunnel en de brug over de Berwijn hersteld en op 4 juli 2020 geopend voor traag verkeer. Het traject vanaf de mijn van Blegny tot en met de tunnel is volledig geasfalteerd en wordt gebruikt als RAVeL-weg.

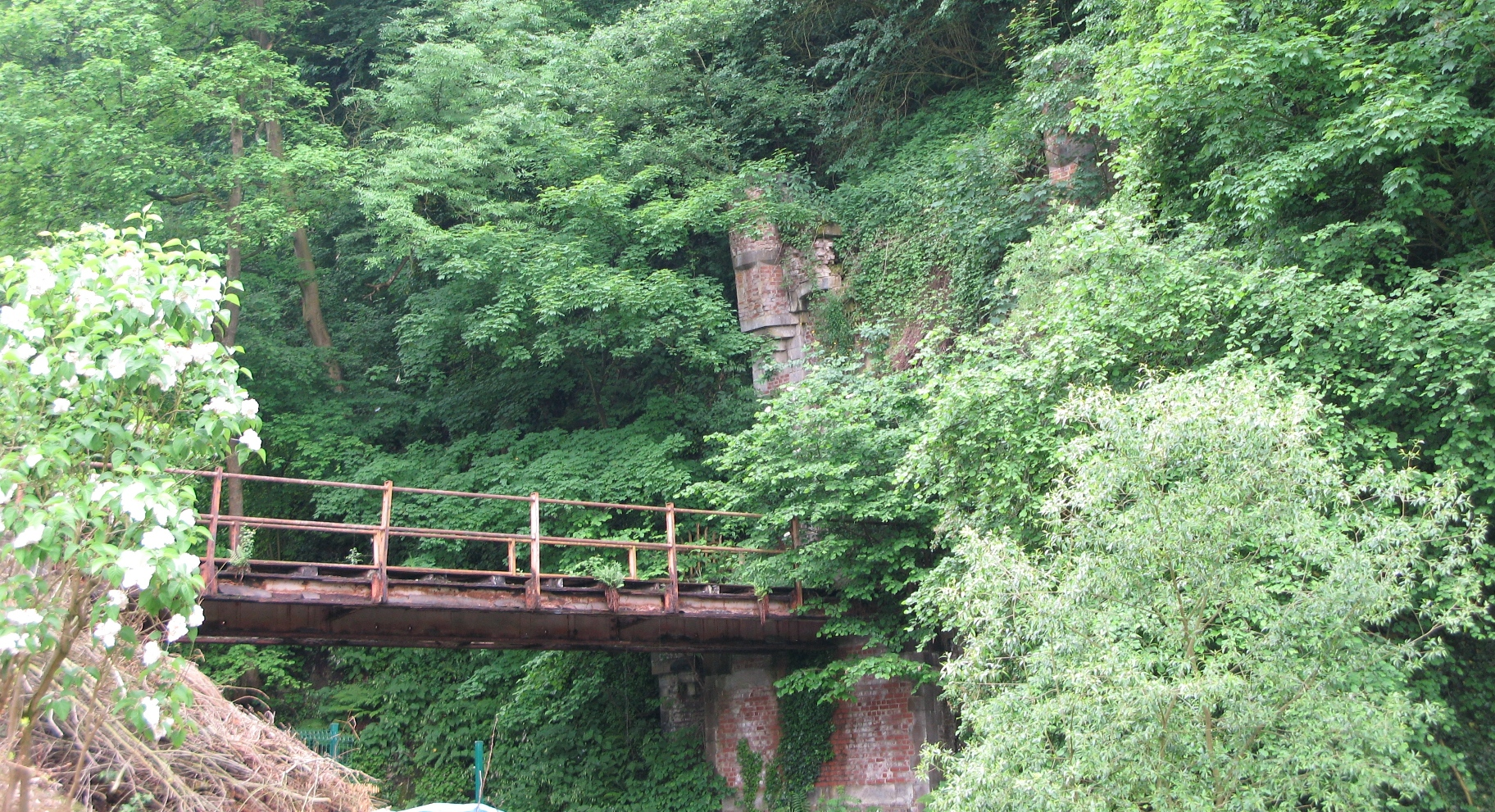
de vervallen brug
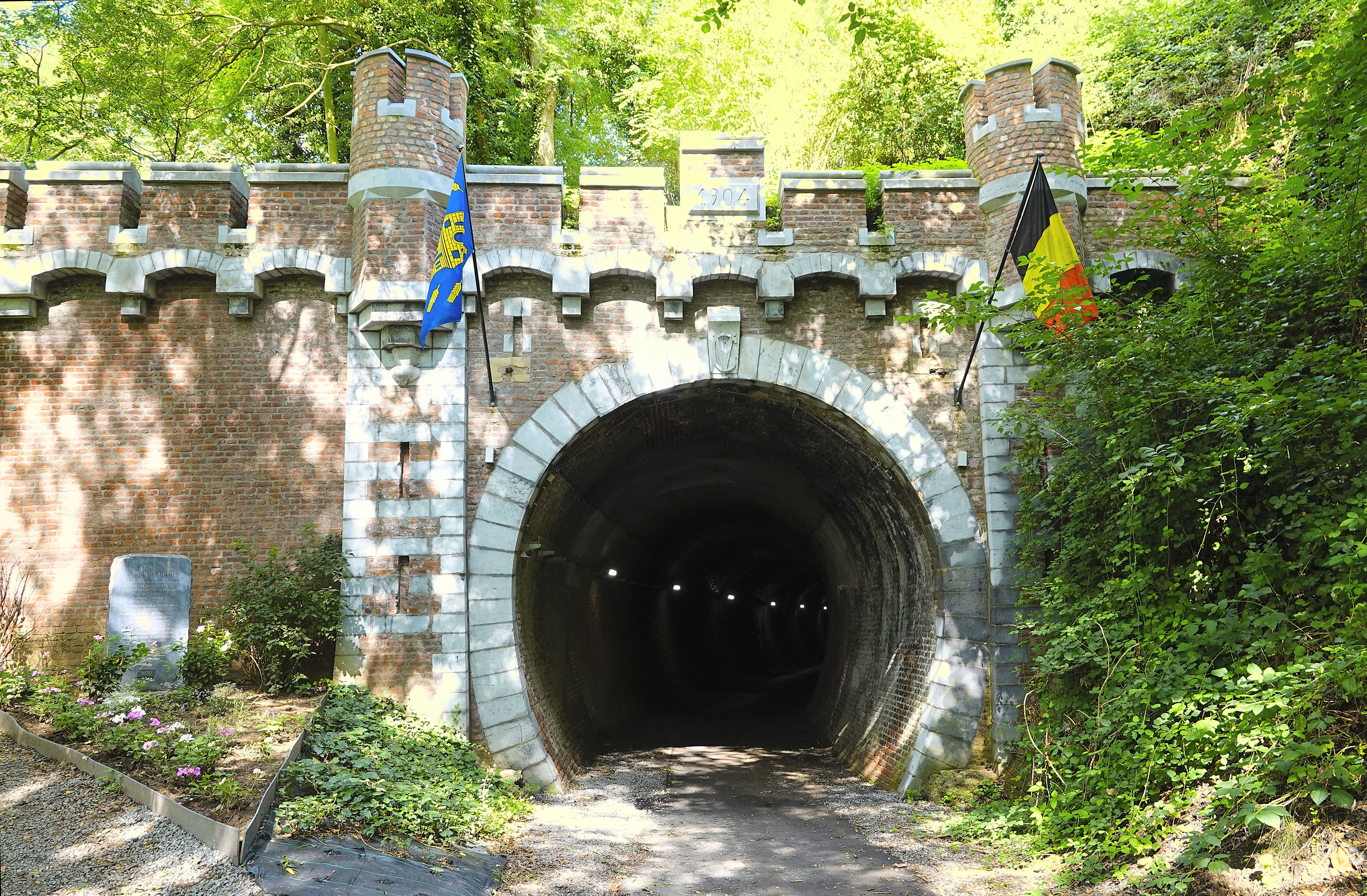
herstelde ZW-ingang
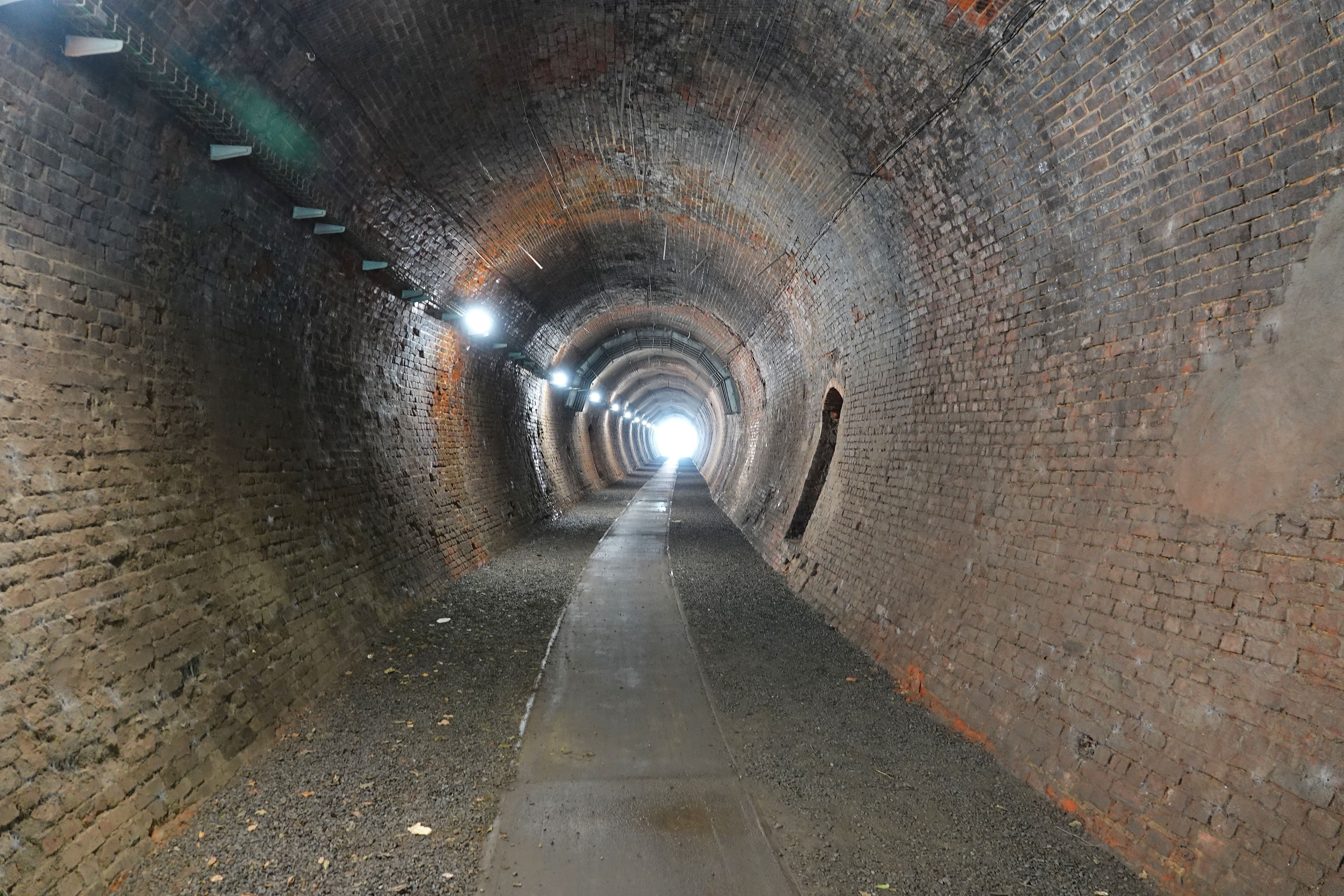
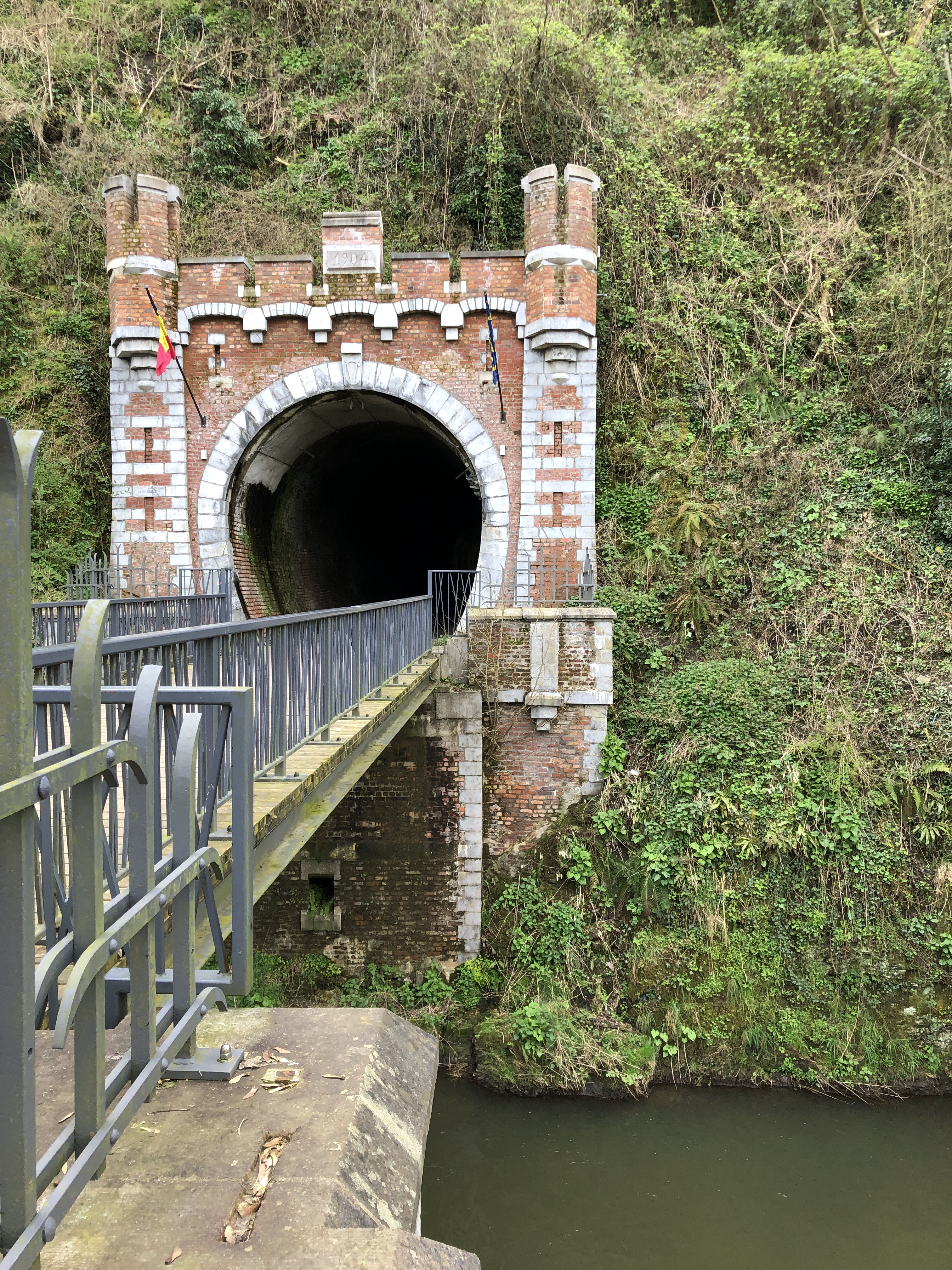
NO-ingang met brug